# Szuhumi járás
Koordináták: é. sz. 43° 12′ 00″, k. h. 41° 00′ 00″43.200000°N 41.000000°E

A Szuhumi járás fekvése Abháziában

A Szuhumi járás (abházul Аҟәа араион [Akva arajon], oroszul Сухумский район [Szuhumszkij rajon]) Abházia egyik járása az ország középső részén. Területe 1523 km², székhelye a főváros, Szuhumi.

## Földrajz
Délen a Fekete-tenger mossa partjait, nyugaton a Gudautai járással, északon Karacsáj- és Cserkeszfölddel (Oroszország), keleten a Gulripsi járással határos. A vidék a déli tengerparttól észak felé, a Nagy-Kaukázus felé emelkedik. Legmagasabb pontjai, a Pszis és a Nyugati-Pszis hegycsúcsok egyaránt 3490 m magasak.

## Nagyobb települések

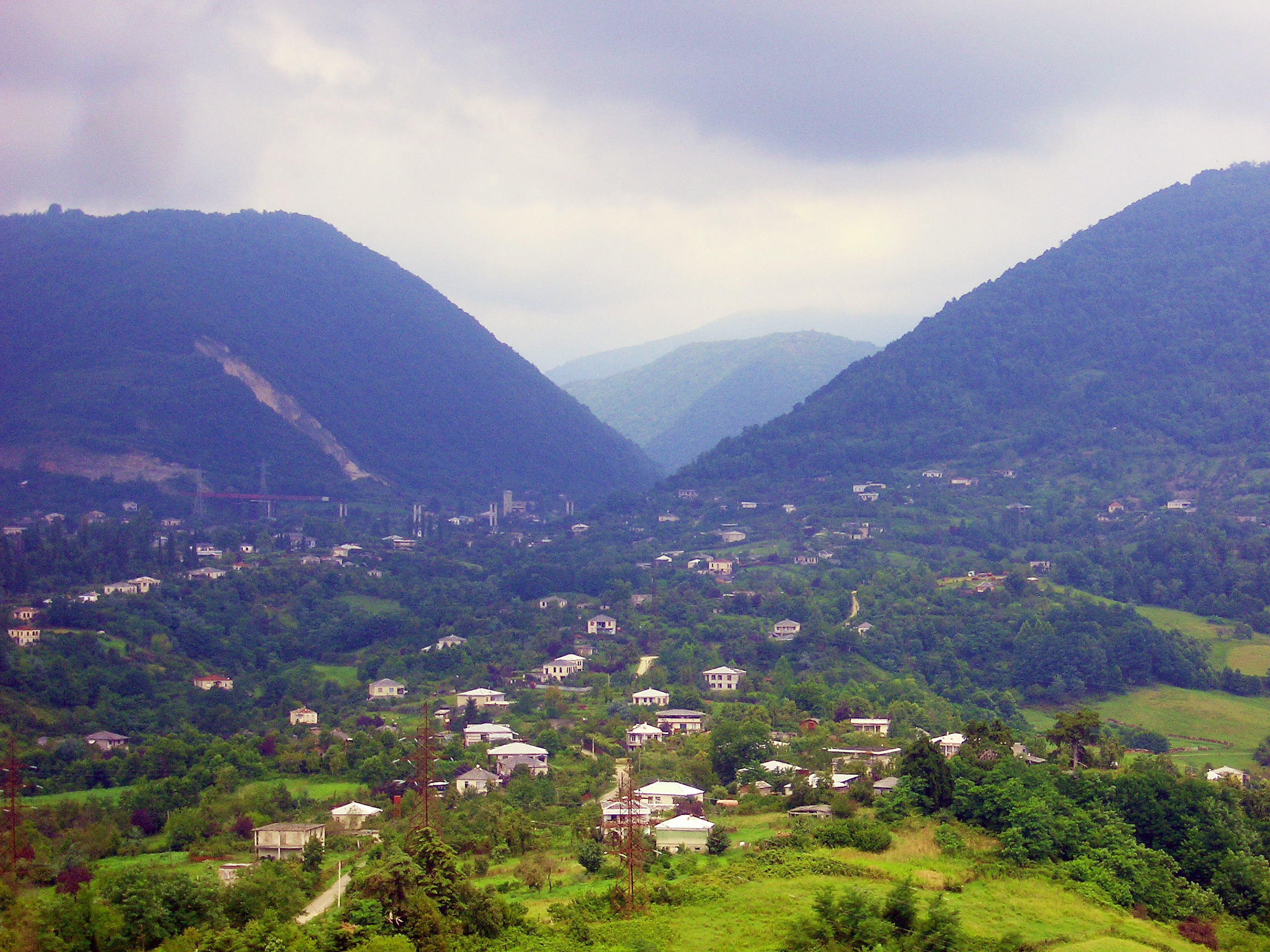
Kamani falu

- Jasthua
- Pszhu
- Szuhumi

## Népesség
- 1939-ben az összlakosság 28,5%-a görög volt.
- 1989-ben 39 516 lakosa volt, melyből 17 526 fő grúz (44,4%), 11 617 örmény (29,4%), 4 130 görög (10,5%), 2 858 orosz (7,2%), 1 996 abház (5,1%), 472 ukrán, 48 oszét.
- 2003-ban 11 747 lakosa volt, melyből 7 209 fő örmény (61,4%), 2 916 abház (24,8%), 860 orosz (7,3%), 248 grúz (2,1%), 183 görög (1,6%), 60 ukrán, 15 oszét, 13 észt, 243 egyéb.
- 2011-ben 11 531 lakosa volt, melyből 6 467 fő örmény (56,1%), 3 505 abház (30,4%), 864 orosz (7,5%), 235 grúz (2%), 147 görög (1,4%), 58 ukrán, 255 egyéb.